# 第2回20か国・地域首脳会合

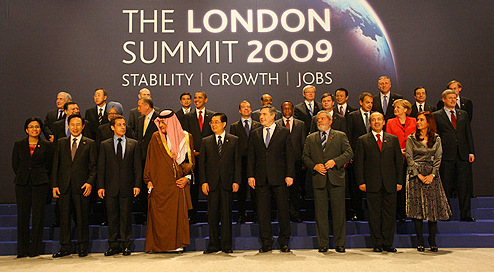
2009年4月2日、大ロンドン・ニューアム・ロンドン特別区にて第2回20か国・地域首脳会合に出席した首脳

第2回20か国・地域首脳会合（だい2かい20かこく・ちいきしゅのうかいごう、別名：G20首脳会合、G20金融サミット、G20ロンドン・サミット、英語：G20 London Summit）は、2009年に開催された20か国・地域の首脳会合である。正式名称は「金融世界経済に関する首脳会合」（英語：Summit on Financial Markets and the World Economy）。

## 概要

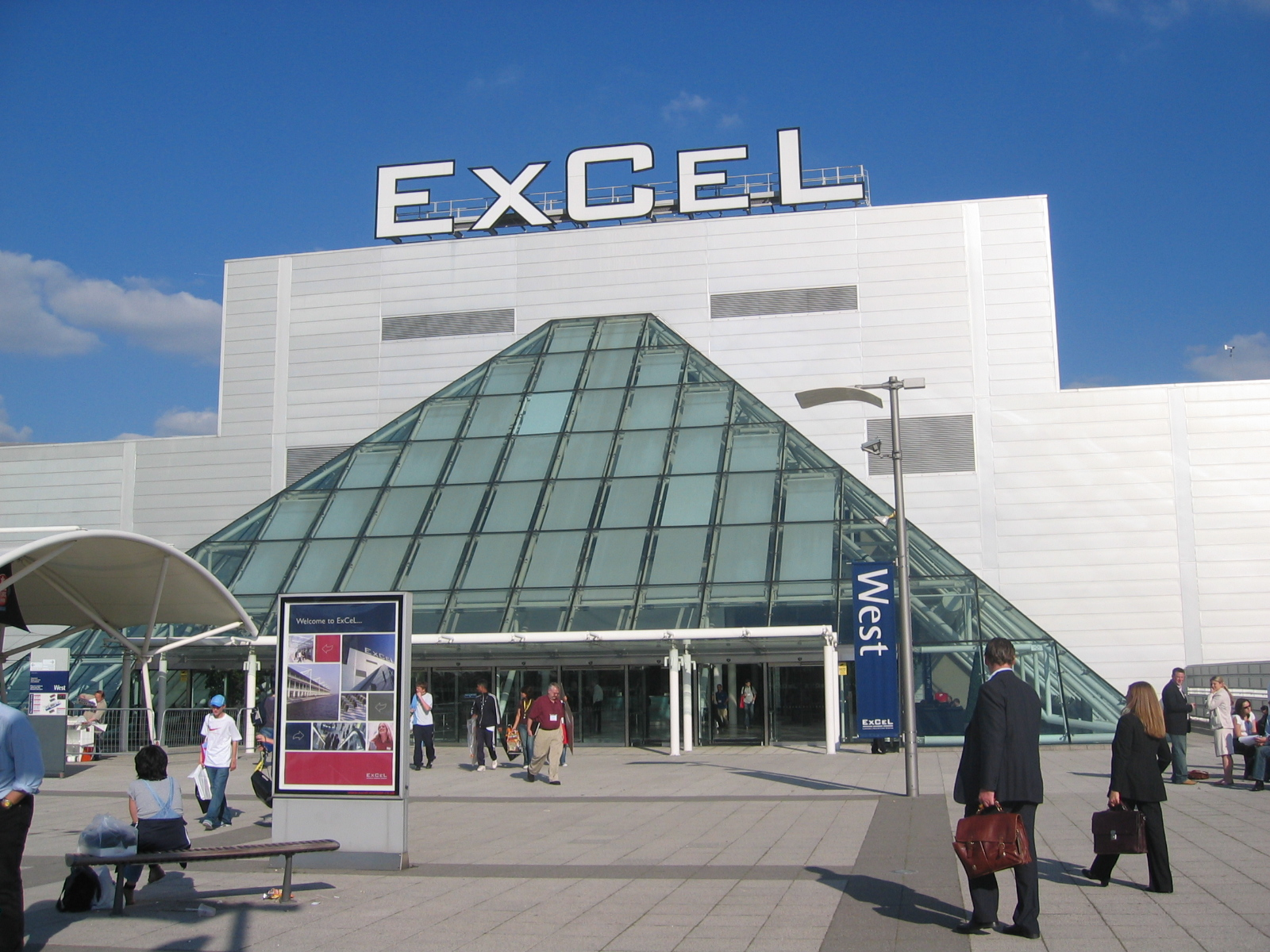
会場となったエクセル展覧会センター

2009年4月2日、イギリスの大ロンドン・ニューアム区にて開催された。エクセル展覧会センターを会場とし、20か国・地域の首脳らが出席した。議長にはイギリス首相ゴードン・ブラウンが就任し、世界金融危機への対応が討議された。
G20のメンバーとして、先進7か国・新興経済国12か国の首脳と欧州委員会委員長が出席した。また、G20参加国以外からも、オランダとスペインの首脳も出席した。そのほか、関係する国際機関などから代表者が出席した。

## 議論
会合にて採択された声明では、財政刺激策として2010年末までに5兆ドルを投入し経済成長率4%を目指すとしている。ただし、保護貿易政策は採らず自由貿易体制を堅持することが謳われている。
他方、新興国や発展途上国に対する支援についても議論がなされた。声明には、国際通貨基金の融資枠を7500億ドルに拡大するとともに、国際通貨基金や世界銀行グループの資金基盤強化などを実施し、1兆1000億ドルを新興国や発展途上国の支援に充てることが明記された。
また、首脳宣言の原案には雇用の維持・創出として2009年に1900万人、2010年に500万人との数値目標が明記されていたが、閉幕直前に首脳の一人が数値の根拠について質問したところ、誰も算出根拠を答えられず議論が中断する事態となり、首脳宣言から数値目標は削除された。
会合閉幕後、次回の20か国・地域首脳会合は、2009年9月の国際連合総会に併せてアメリカ合衆国のニューヨークで開催されることが明らかにされた。

## 出席者

### 各国の首脳
- 大統領 バラク・オバマ
- 首相 ゴードン・ブラウン
- 大統領 ニコラ・サルコジ
- 連邦首相 アンゲラ・メルケル
- 内閣総理大臣 麻生太郎
- 閣僚評議会議長 シルヴィオ・ベルルスコーニ
- 首相 スティーヴン・ハーパー
- 大統領 ドミートリー・メドヴェージェフ
- 主席 胡錦濤
- 首相 マンモハン・シン
- 大統領 ルイス・イナシオ・ルーラ・ダ・シルヴァ
- 大統領 フェリペ・カルデロン
- 大統領 カレマ・モトランテ
- 首相 ケビン・ラッド
- 大統領 李明博
- 大統領 スシロ・バンバン・ユドヨノ
- 国王 アブドゥッラー・ビン・アブドゥルアズィーズ
- 首相 レジェップ・タイイップ・エルドアン
- 大統領 クリスティーナ・フェルナンデス・デ・キルチネル
- 首相 ホセ・ルイス・ロドリゲス・サパテロ
- 首相 ヤン・ペーター・バルケネンデ

### 各地域の代表
- 欧州委員会委員長 ジョゼ・マヌエル・ドゥラン・バローゾ
- 欧州理事会議長 ミレク・トポラーネク
- アフリカ開発のための新パートナーシップ議長 メレス・ゼナウィ
- 東南アジア諸国連合議長 アピシット・ウェーチャチーワ

### 国際機関の代表
- 国際連合事務総長 潘基文
- 世界銀行グループ総裁 ロバート・ゼーリック
- 国際通貨基金専務理事 ドミニク・ストロス＝カーン
- 世界貿易機関事務局長 パスカル・ラミー
- 金融安定化フォーラム議長 マリオ・ドラギ